# فابین فرای
فابین فرای (آلمانی: Fabian Frei؛ زادهٔ ۸ ژانویهٔ ۱۹۸۹) بازیکن فوتبال اهل سوئیس است.
از باشگاه‌هایی که در آن بازی کرده‌است می‌توان به بازل و ماینتس ۰۵ اشاره کرد.
وی همچنین در تیم ملی فوتبال سوئیس بازی کرده‌است.